# 一氧化钛
一氧化钛 (TiO)是一种无机化合物，由钛和氧组成。它可以由二氧化钛和金属钛在 1500 °C化合而成。它是一种非整比化合物，实验式 TiO0.7 至 TiO1.3。这是由缺陷岩盐结构中的Ti或O的空位引起的. 在纯TiO中，Ti和O位的15％都处于空位状态。 小心地退火会导致空位有序，从而产生单斜晶型，该单斜晶型在原始电池中具有5个TiO单元，表现出较低的电阻率。 人们还已知高温下具有三角棱柱配位的钛原子的形式。 TiO的酸溶液在短时间内稳定，然后分解生成氢气:
2Ti2+(aq) + 2H+(aq) → 2Ti3+(aq) + H2(g)
气相TiO在较冷恒星(M型)的光谱中显示出很强的能带。 2017年, TiO 首次在外行星的大气中被发现。 另外，人们已经获得证据表明星际介质中存在双原子分子TiO。